# Exitianus abruptus
Exitianus abruptus är en insektsart som beskrevs av Delong och Hershberger 1947. Exitianus abruptus ingår i släktet Exitianus och familjen dvärgstritar. Inga underarter finns listade i Catalogue of Life.